# Charles Alexandre Lesueur

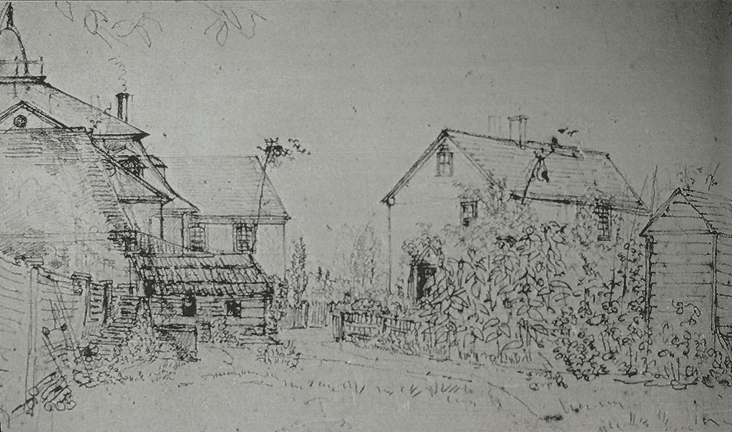
New Harmony, Indiana el 1831. Dibuix per Charles Alexandre Lesueur.

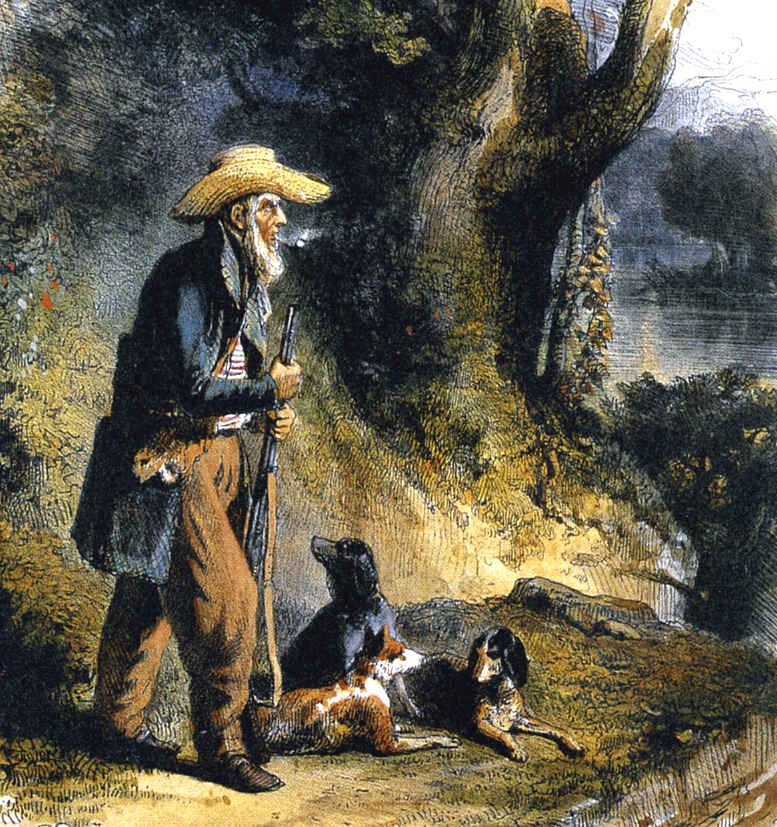
Charles Alexandre Lesueur al bosc litografia per Karl Bodmer.

Charles Alexandre Lesueur (Le Havre, 1 de gener de 1778 – Sainte-Andresse, 12 de desembre de 1846) va ser un naturalista i explorador francès.
L'any 1801 viatjà a Austràlia com artista en l'expedició de Nicolas Baudin. Amb François Péron va substituir al naturalista zoòleg René Maugé després de la mort d'aquest. Junts van recollir més de 100.000 espècimens zoològics.
Entre 1815 i 1837 va viure als Estats Units. El 1833, vistà Vincennes, Indiana on va dissenyar la mansío Grouseland de William Henry Harrison.
En els anys 1825–1837 Lesueur vaviure a New Harmony, Indiana on contactà amb els moviments utòpics fundats pel seu amic William Maclure.

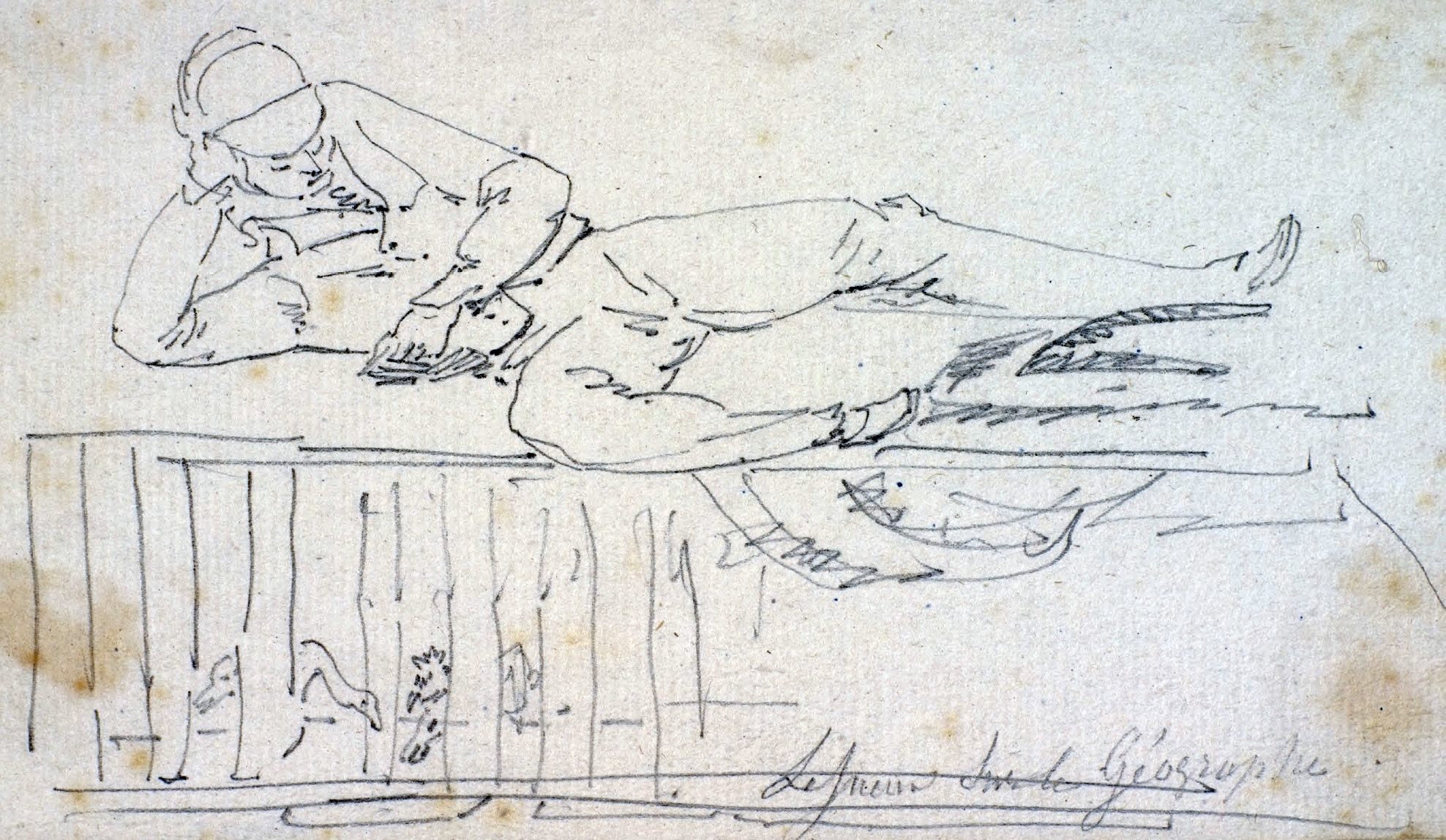
Autorretrat, de le Géographe

Lesueur tornà a França el 1837, només quan ja havien mort els seus amics Thomas Say i Joseph Barabino A Françava ser fet Chevalier de l'Ordre Royal de la Légion d'honneur per la seva contribució a la ciència.
Commemoren el seu nom una espècie de granota i dues de llangardaixos: 
- Litoria lesueurii (Duméril & Bibron, 1841) – (Hylidae)
- Amalosia lesueurii (Duméril & Bibron, 1836) – Gecko (Diplodactylidae)
- Intellagama lesueurii (Gray, 1831) – (Agamidae)